# Slottsskogsvallen
Der Slottsskogsvallen, offiziell Slottsskogsvallens idrottscentrum, ist ein Stadion im Göteborger Stadtteil Slottsskogen. Die Sportstätte wurde 1923 im Zusammenhang mit der Göteborger Jubiläumsausstellung eröffnet und diente drei Jahre später als zentraler Austragungsort der 2. Frauen-Weltspiele. Zeitweise fanden hier Spiele im höherklassigen Männer- und Frauenfußball statt.

## Geschichte und Hintergrund

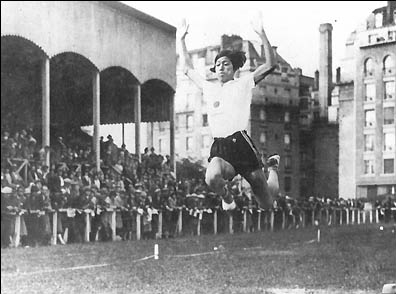
Hitomi Kinue beim Weitsprungwettbewerb der 2. Frauen-Weltspiele 1926 im Slottsskogsvallen

1911 beschloss der Göteborger Stadtrat auf dem Margretebergsfältet einen Sportplatz einzurichten. Der durchführende Föreningen för Göteborgs förskönande (Verein zur Verschönerung Göteborgs) bewarb sich um Unterstützung aus einem testamentarisch von Charles Felix Lindberg aufgelegten Fonds, nach der Gewährung begannen die zunächst schleppend verlaufenden Bauarbeiten. Erst im Zusammenhang der sich konkretisierenden Planungen rund um die Jubiläumsausstellung wurden ab 1918 die Baumaßnahmen nach Plänen des Architekten Lars Israel Wahlman forciert, Wilhelm Friberg leitete die Verwaltungsgesellschaft.
Am 12. Mai 1923 weihte der seinerzeitige Kronprinz Gustav Adolf das Stadion ein, auf dem in den folgenden Wochen die Sportspiele der Jubiläumsausstellung ausgetragen wurden. Unter anderem kam es am 10. Juni zu einem Fußball-Länderspiel zwischen Schweden und Österreich, bei dem der Gastgeber die Auswahlmannschaft der Alpenrepublik mit 4:2 schlug. Während einerseits Leichtathletikwettbewerbe im Stadion ausgetragen wurden, etablierte es sich neben dem Gamla Ullevi als Heimstätte der Göteborger Fußballvereine. So wurden nach der Einführung der Allsvenskan 1925 Heimspiele in der höchsten schwedischen Spielklasse hier ausgetragen – sowohl vom seinerzeitigen Rekordmeister Örgryte IS als auch den Lokalrivalen IFK Göteborg und GAIS. 1926 wurden die Wettbewerbe der 2. Frauen-Weltspiele im Stadion ausgetragen.
Nachdem Mitte der 1930er Jahre das Gamla Ullevi ausgebaut worden war, verlagerten sich die Fußballspiele dorthin. In den 1950er Jahren wurde die Anlage für Speedwayrennen genutzt, bei der schwedischen Meisterschaft wohnten 1956 fast 15.000 Zuschauer dem Triumph von Ove Fundin bei. Im Februar 1968 brannte die Holztribüne im Süden nieder und der anschließende Wiederaufbau der Südtribüne in Betonbauweise erfolgte ohne Berücksichtigung der historischen Architektur, so dass diese teilweise als „hässlichste Göteborgs“ bezeichnet wird. Wenige Jahre zuvor war der umgebende Bereich bereits zu einem umfassenderen Sportzentrum erweitert worden, als eine Curling- und Eiskunstlaufhalle sowie Tennisplätze neben dem Stadion errichtet worden waren.
Während weiterhin Fußballspiele im höherklassigen Frauenfußball oder im mittleren und unteren Bereich der schwedischen Männer-Ligapyramide der Männer im Stadion ausgetragen wurden – beispielsweise trugen zeitweise der Göteborgs FC oder Skogens IF ihre Heimspiele hier aus – blieb das Stadion regelmäßig Austragungsort von Leichtathletikwettbewerben wie nationalen Meisterschaften oder internationalen Meetings. Gunder Hägg lief im Stadion 1942 Weltrekord im Meilenlauf. Die World Athletics Continental Tour gastiert hier seit ihrer Gründung 2020 regelmäßig.
Bis 2021 wurde das Stadion für seinen 100. Geburtstag bzw. die 400-Jahr-Feier Göteborgs erneut renoviert und modernisiert.